# Stesichora angulilinea
Stesichora angulilinea är en fjärilsart som beskrevs av Warren. Stesichora angulilinea ingår i släktet Stesichora och familjen Uraniidae. Inga underarter finns listade i Catalogue of Life.